# ریچارد انست
ریچارد انست (آلمانی: Richard Angst؛ ۲۳ ژوئیه ۱۹۰۵ –  ۲۴ ژوئیه ۱۹۸۴) فیلم‌بردار اهل سوئیس بود.
وی همچنین برندهٔ جوایزی همچون جایزه فیلم آلمان شده‌است.

## فیلم‌شناسی
- رامبرانت (۱۹۴۲)
- آخرین نفر (۱۹۵۵)
- بازی کثیف (۱۹۶۵)
- نبرد برای رم (۱۹۶۸)

## پیوند بیرون
- ریچارد انست در بانک اطلاعات اینترنتی فیلم‌ها (IMDb)